# CS Don Bosco
Cercle Sportif Don Bosco de Lubumbashi znany jako CS Don Bosco – kongijski klub piłkarski grający w pierwszej lidze kongijskiej, mający siedzibę w mieście Lubumbashi.

## Sukcesy
- Coupe du Congo[1]:
  - zwycięstwo (1):  2012
  - finał (1): 2016

## Występy w afrykańskich pucharach
| Sezon | Rozgrywki           | Runda   | Kraj              | Klub                   | Dom | Wyjazd | Dwumecz |
| ----- | ------------------- | ------- | ----------------- | ---------------------- | --- | ------ | ------- |
| 2013  | Puchar Konfederacji | wstępna | Południowa Afryka | Supersport United FC   | 0–1 | 3–3    | 3–4     |
| 2014  | Puchar Konfederacji | wstępna | Uganda            | SC Victoria University | 3–0 | 0–1    | 3–1     |
| 2014  | Puchar Konfederacji | 1       | Mali              | Djoliba Athletic Club  | 2–1 | 0–1    | 2–2     |
| 2016  | Puchar Konfederacji | wstępna | Egipt             | Misr Lel-Makkasa SC    | 1–0 | 1–3    | 2–3     |

## Stadion
Domowe mecze klub rozgrywa na stadionie o nazwie Stade TP Mazembe w Lubumbashi, który może pomieścić 2500 widzów.

## Reprezentanci kraju grający w klubie
Stan na kwiecień 2023.
| - Joël Beya - Jonathan Bolingi - Meschak Elia - Ngasanya Ilongo - Ngandu Kasongo - Ilunga Kayanda - Ben Malango - Kazembe Mihayo - Michée Mika - Hervé Ndonga - Eric Nkulukuta - Riguene Pembele - Mukinayi Tshani - Chico Ushindi - Dirang Moloi - Phenyo Mongala | - Jerome Ramatlhakwane - Gladson Awako - Ernest Sowah - Richard Njoh - Joseph Kamwendo - Alou Bagayoko - Lassana Diarra - Mao Kalisa - Godfrey Walusimbi - Osward Kalamba - Luka Lungu - Joseph Sitali - Carrington Gomba - Obert Moyo - Ali Sadiki - Chris Semakweri |